# 埃里克森社会心理发展阶段
埃里克森心理社会發展阶段是根据爱利克·埃里克森描述，将正常人的一生，从婴儿期到成人晚期，分为8个发展阶段 。在每个阶段，个人都面临、并克服新的挑战。每个阶段都建筑在成功完成较早的阶段任务的基础之上。如果未能成功完成本阶段的挑战，则会在将来再次造成问题。
1950年代，爱利克·埃里克森创立这个理论，作为对西格蒙德·弗洛伊德性心理發展阶段的改进。埃里克森接受弗洛伊德理论的观念（包括本我、自我和超我，以及弗洛伊德性心理發展中的幼儿性欲），但是反对弗洛伊德试图单纯以性欲为基础来描述人格。此外，埃里克森批评弗洛伊德originology的观念。。就是说所有心理疾病都可以追溯到童年早期经验。根据埃里克森，童年早期的经验很重要，但是个体仍能在社会环境内得到发展。埃里克森相信童年对于人格发展非常重要，与弗洛伊德不同，认为人格在5岁以后继续发展。在他最有影响的著作《儿童与社会》（1950年）中，他将人的一生分为8个心理社会發展阶段。

## 阶段
| 大約年齡  | 德性 | 社會心理危機       | 顯著關係           | 存在問題                             | 例子                     |
| --------- | ---- | ------------------ | ------------------ | ------------------------------------ | ------------------------ |
| 0-2歲     | 希望 | 信任對不信任       | 母親               | 我能不能信任這個世界？               | 餵食、遺棄               |
| 2-4歲     | 意志 | 自主獨立對羞怯懷疑 | 雙親               | 我可不可以成為我自己？               | 如廁訓練、自行著裝       |
| 4-5歲     | 目的 | 主動對內疚         | 家庭               | 為我自己而做、移動和行動是可以的嗎？ | 探索、使用工具或創作藝術 |
| 6-12歲    | 能力 | 勤奮對自卑         | 鄰居、學校         | 我能不能為全世界的人與事物做什麼事？ | 學校活動、運動           |
| 13-19歲   | 忠誠 | 身份认同對角色混亂 | 同儕、模範         | 我是誰？我能成為什麼？               | 人際關係                 |
| 20-39歲   | 愛   | 親密對孤獨         | 朋友、伴侶         | 我能不能去愛？                       | 親密關係                 |
| 40-64歲   | 關懷 | 愛心關懷對頹廢遲滯 | 家庭成員、工作伙伴 | 如何完成我所認為的人生？             | 工作、伙伴               |
| 65歲-死亡 | 智慧 | 完美無缺對悲觀沮喪 | 人類、我的同類     | 對於成為我自己的過程是否滿意？       | 回顧人生                 |

### 婴儿期（0-2歲）
- 社会心理危机：信任对不信任
- 主要问题： 我的环境可信吗？
- 中心任务： 接受照料
- 正面结果： 信任、乐观
- 發展障礙： 焦慮、不安
- 自我品质： 希望
- 重要关系： 父母

### 幼年（2-3歲）
- 社会心理危机：自主对羞怯、怀疑
- 主要问题： 我是否需要得到其他人的帮助？
- 中心任务：模仿
- 正面后果：自我控制
- 發展障礙： 懷疑、缺乏信心
- 自我品质： 意志
- 重要关系：父母

### 學齡前期（3-6歲）
- 社会心理危机：主动性对内疚感
- 中心任务： 认同
- 正面后果： 具有自信心、进取心
- 發展障礙： 缺少主動性
- 自我品质： 目的
- 重要关系： 家庭

### 學齡期（6-12歲）
- 社会心理危机：勤勉对自卑
- 中心任务： 教育
- 正面成果： 获得学习能力，成就感
- 發展障礙： 失敗感
- 自我品质： 能力
- 重要关系： 學校

### 青春期（13-19歲）
- 社会心理危机： 自我認同和角色混淆
- 中心任务： 同辈群体
- 正面后果： 强烈的团体归属感，为将来准备计划
- 發展障礙： 角色混亂、生活無目的
- 自我品质： 忠诚
- 重要关系： 同辈群体

### 成人早期（20-39歲）
- 社会心理危机： 亲密对孤独
- 中心任务： 关心
- 正面后果： 组成密切关系，和他人分享
- 發展障礙： 疏離社會、寂寞孤獨
- 自我品质： 相互关怀，同甘共苦
- 重要关系： 配偶、朋友

### 成人中期（40-64歲）
- 社会心理危机： 创造對停滞
- 中心任务： 获得创造力，养育与辅导
- 正面后果： 成功的个人事业和悉心关怀与培养下一代
- 發展障礙： 自我關注、不關心後代福祉
- 自我品质： 关怀
- 重要关系： 工作场所 - 社区與家庭...

### 老年期（65歲-死亡）
- 社会心理危机：自我完善对失望
- 中心任务： 反省并接受人生
- 正面后果： 对一生感到满意
- 發展障礙： 悔恨、絕望
- 自我品质： 智慧
- 重要关系： 人类